# George Banks
Pour les articles homonymes, voir Banks.
George Banks, né le 9 octobre 1972, à Rilito, en Arizona, est un ancien joueur américain de basket-ball. Il évolue au poste d'ailier fort.